# 16 Kaszubska Dywizja Pancerna
16 Kaszubska Dywizja Pancerna (16 DPanc) – związek taktyczny wojsk pancernych ludowego Wojska Polskiego.
Dywizja była rozwiniętym związkiem taktycznym, który na wypadek wojny wchodził w skład 1 Armii Ogólnowojskowej rozwijanej z jednostek Pomorskiego Okręgu Wojskowego.
Na początku stanu wojennego 13 grudnia 1981 dywizja została przegrupowana do Warszawy.
Znakiem taktycznym malowanym na pojazdach dywizji był żółty wiatrak.

## Formowanie i zmiany organizacyjne
W lipcu 1945 r. sformowano 16 Dywizję Piechoty, dyslokując dowództwo w Gdańsku-Wrzeszczu.
W 1949 na bazie 16 Dywizji Piechoty oraz dotychczas samodzielnych 1 Pułku Czołgów Średnich, 4 Pułku Czołgów Ciężkich i 13 Pułku Artylerii Pancernej sformowano 16 Kaszubską Dywizję Pancerną i przeniesiono ją do Elbląga, Braniewa, Malborka i Tczewa.
Dywizja według etatu posiadać miała pułk jeden czołgów średnich i jeden pułk czołgów cieżkich, pułk piechoty zmotoryzowanej, batalion rozpoznawczy oraz jednostki artylerii i zabezpieczenia bojowego. W skład pułku czołgów średnich wchodziły tu: dwa bataliony czołgów i batalion artylerii pancernej. W pułku znajdował się też dwukompanijny batalion szkolny. Pozostały też kompania dowodzenia i kompania technicznego zaopatrzenia. Zasadnicze uzbrojenie pułku składało się z: 66 czołgów średnich T-34/85 i 21 ciężkich dział pancernych ISU-122. Pułk czołgów ciężkich miał strukturę zbliżoną do pułku czołgów średnich, ale w jego batalionach, w kompaniach czołgów, były tylko dwa plutony czołgów. Sprzęt bojowy pułku stanowiło 35 czołgów ciężkich IS-2 i 16 ciężkich dział pancernych ISU-152. Zmotoryzowany pułk piechoty był w praktyce „klasycznym” pułkiem piechoty wyposażonym dodatkowo w samochody ciężarowe. W skład pułku wchodziły trzy bataliony piechoty, dywizjon artylerii, batalion szkolny i pododdziały zabezpieczenia.
W 1951, ze względu na niewystarczającą ilość sprzętu pancernego, przeformowano ją na 16 Kaszubską Dywizję Zmechanizowaną, a w 1955 r. – w ramach redukcji wojsk lądowych – ponownie na 16 Kaszubską Dywizję Pancerną, której trzon stanowiły 1. i 58 pułki czołgów w Elblągu i 55 pułk zmechanizowany w Braniewie.
Na początku lat 60. XX w. przeniesiono dywizję na etaty pokojowo-wojenne.

W drugiej połowie 1970 dywizja przeszła na nowe „etaty pokojowo – wojenne”. W nowej strukturze, w miejsce dywizjonu artylerii haubic, utworzono pułk artylerii, w miejsce kompanii rozpoznawczej – batalion rozpoznawczy, a na bazie  batalionu transportowego, dywizyjnego punktu zaopatrzenia i piekarni polowej zorganizowano batalion zaopatrzenia.
W 1989 zostały wprowadzone dalsze zmiany organizacyjne. Dywizja przestała być związkiem pancernym, przechodząc na struktury dywizji zmechanizowanej. Dywizję ponownie przeformowano na 16 Kaszubską Dywizję Zmechanizowaną.

## Dywizja w wydarzeniach grudniowych 1970 roku
W godzinach rannych 15 grudnia 1970 dowódca POW gen. dyw. Józef Kamiński wprowadził dla oddziałów dywizji stanu podwyższonej gotowości bojowej. O 10.05 wydał rozkaz przegrupowania części oddziałów dywizji z miejsc stacjonowania w rejon Pruszcz Gdański.
16 grudnia o 0.25 szef Sztabu Generalnego gen. dyw. Bolesław Chocha postawił dowódcy dywizji następujące zadanie:
16 Dywizja Pancerna z 28 pułkiem zmechanizowanym i częścią sił 13 pułku WOW, we współdziałaniu z 7 DDes i 14 pułkiem WOW zablokować ulice prowadzące ze Stoczni Gdańskiej do miasta. Na każdej z tych ulic zgrupować zespoły w składzie co najmniej 3–4 czołgów i transporterów, w odpowiedniej odległości od ogrodzenia, w celu niedopuszczenia do wyjścia tłumu ze stoczni. W głębi, naprzeciw trzech bram stoczni, zgrupować silne odwody. Zablokować od wschodu mosty i przejścia na Motławie, by uniemożliwić przemieszczenie się demonstrantów do centrum miasta. Z chwilą przybycia 28 pułku zmechanizowanego obsadzić nim mosty na kanale w rejonie Sienna Grobla – Rudno oraz zablokować od zachodu rubież Raduni. Obsadzić i ochronić w strefie działania: KW MO, WRN, drukarnie, gmach związków zawodowych, więzienie, Pocztę Główną, Rozgłośnię PRiTV, elektrownię i gazownię. Stanowisko dowodzenia 16 Dywizji Pancernej – w koszarach 13 p WOW.
Zgodnie z otrzymanymi rozkazami oddziały dywizji zajęły do 4.00 nakazane rejony i przystąpiły do realizacji zadań. Do ochrony wyznaczonych obiektów wydzielono:
- KW MO – 15 czołgów i 13 transporterów opancerzonych z 1 pułku czołgów
- WRN – 16 czołgów i 3 transportery opancerzone z 1 pułku czołgów
- drukarnia – 13 czołgów i 8 transporterów opancerzonych z 51 pułku czołgów
- gmach związków zawodowych – 16 czołgów i 4 transportery opancerzone z 51 pułku czołgów
- więzienie – 16 czołgów i 5 transporterów opancerzonych z 51 pułku czołgów
- Poczta Główna – 16 czołgów i 5 transporterów opancerzonych z 60 pułku czołgów
- elektrownia – 17 czołgów i 3 transportery opancerzone z 60 pułku czołgów
- gazownia – 15 czołgów i 3 transportery opancerzone z 60 pułku czołgów
- Stocznia Gdańska
  - brama nr 1 – 5 czołgów i 5 transporterów opancerzonych z 55 pułku zmechanizowanego
  - brama nr 2 – 4 czołgi i 15 transporterów opancerzonych z 55 pułku zmechanizowanego
  - brama nr 3 – 4 czołgi i 8 transporterów opancerzonych z 55 pułku zmechanizowanego
- Radiostacja – 4 transportery opancerzone z 55 pułku zmechanizowanego

W akcji tej zaangażowanych było łącznie 141 czołgów i 76 transporterów opancerzonych.
W celu wzmocnienia ochrony Stoczni Gdańskiej przydzielony 13 p WOW (300 żołnierzy) rozdzielono dodatkowo do osłony trzech bram stoczni (po 100 żołnierzy do każdej bramy).
Do odwodu dowódcy 16 Dywizji Pancernej wyznaczony został batalion rozpoznawczy oraz 28 pułk zmechanizowany bez jednego batalionu. Batalion piechoty na transporterach obsadził 10 mostów na Motławie i Nowej Motławie. Odwód zgrupowano na zachodnim skraju miasta i do końca akcji nie był użyty do działań.
Od wczesnych godzin rannych 16 grudnia załogi Stoczni im. Lenina, Remontowej i Północnej proklamowały strajki okupacyjne. Przed godziną 8.00 z głośników stoczniowych kierowane były do żołnierzy apele nawołujące do solidaryzowania się ze strajkującymi, wezwania do odmowy wykonywania rozkazów dowódców. Stoczniowcy, zwłaszcza młodzi, zaczęli w stronę żołnierzy i sprzętu rzucać kamieniami i butelkami. Oficerowie wojska tymczasem przez zwrócone w kierunku stoczni kolumny głośnikowe wzywali robotników do zachowania spokoju i nieopuszczania terenu zakładu. Wezwania te nie odnosiły zamierzonego skutku. Około 8.00 kilkusetosobowa grupa głównie młodych ludzi, uzbrojona w łomy, metalowe pręty i inne tego typu przedmioty, ruszyła w kierunku bramy nr 2. Dowodzący na tym kierunku oficer wezwał tłum do zatrzymania się i ostrzegł, że zostanie użyta broń. Ponieważ wezwania nie odniosły skutku, wydał kompanii szkolnej 13 pułku WOW rozkaz otwarcia ognia. Zgodnie z rozkazem pierwsze strzały oddano w górę, a gdy maszerujący nie zatrzymali się, strzelano w jezdnię. Rykoszety pocisków spowodowały ofiary. Według oficjalnych danych 2 osoby zginęły, a 11 odniosło rany.
Strajki, demonstracje i zamieszki uliczne w Gdańsku utrzymywały się przez cały dzień 16 grudnia. Dopiero późnym wieczorem strajkujący opuścili teren zakładów pracy i rozwiezieni zostali do domów. 17 grudnia dowódca POW polecił dowódcy 16 Dywizji Pancernej zorganizowanie ochrony ważniejszych obiektów w mieście siłami 55 pułku zmechanizowanego, pozostałe zaś jednostki dywizji wycofać z miasta i ześrodkować w rejonach:
- 1 pułk czołgów i 51 pułk czołgów – na lotnisku Pruszcz Gdański
- 60 pułk czołgów – na wschodnim skraju Gdańska, w rejonie ulicy Grobla Angielska

19 grudnia 28 pułk zmechanizowany przekazany został w podporządkowanie dowódcy 7 DDes.
Oddziały 16 Dywizji Pancernej, a w zasadzie pozostałości wojsk po wymarszu jednostek do Gdańska brały również udział w działaniach na terenie Elbląga.
15 grudnia po południu dowódca POW nakazał dowódcy Garnizonu Elbląg, płk. Władysławowi Grzonkowi, opracowanie planu ochrony najważniejszych obiektów i instytucji w mieście. Plan przewidywał ochronę następujących obiektów:
- Komitet Powiatowy PZPR – 50 żołnierzy z Ośrodka Szkolenia Wojsk Lądowych
- gmach sądu - 50 żołnierzy z OSWL
- więzienie – 40 żołnierzy z OSWL
- Miejska Rada Narodowa – 40 żołnierzy z 13 paplot

O 14.00 16 grudnia grupy żołnierzy obsadziły przydzielone im obiekty, a w koszarach Ośrodka Szkolenia Wojsk Lądowych im. Rodziny Nalazków przygotowano odwód w składzie 250 elewów i 180 żołnierzy zawodowych.
Wzrost napięcia nastąpił 17 grudnia w godzinach popołudniowych. Demonstranci usiłowali podpalić budynek KP PZPR. W godzinach wieczornych w rejonie MRN tłumy manifestantów okrążyły grupę 40 żołnierzy z 13 pułku artylerii przeciwlotniczej. Podobnie działo się w innych punktach miasta. Żołnierze nie używali broni. O 17.40, na prośbę KM PZPR i za zgodą dowódcy POW, wprowadzono do akcji 57 czołgów z 1 pułku czołgów i 60 pułku czołgów oraz 100 żołnierzy z OSWL w celu odblokowania kompanii żołnierzy ochraniających więzienie przy ul. Jedności Narodowej oraz kompleks budynków sądu i prokuratury. Żołnierze strzelali w górę amunicją ćwiczebną.
18 grudnia, na prośbę KP PZPR, wojsko obsadziło dodatkowo następujące obiekty w Elblągu:
- Wodociągi Miejskie – 2 oficerów, 26 elewów i 2 transportery z OSWL
- MPK – 2 oficerów i 28 elewów z OSWL
- elektrownię – 3 oficerów i 40 żołnierzy z 13 paplot
- gazownię –2 oficerów i 30 żołnierzy z 43 błącz
- NBP – 2 oficerów i 20 żołnierzy z 43 błącz
- Dworzec PKP – pluton czołgów z 1 pułku czołgów
- Stację MPS – 20 żołnierzy i 3 czołgi z 55 pułku zmechanizowanego
- pocztę – pluton piechoty na transporterach z 55 pułku zmechanizowanego

Na prośbę I sekretarza KM i KP PZPR i komendanta MO wzmocniono dodatkowo ochronę gmachu KP PZPR przez grupę 24 oficerów i 200 elewów z OSWL.
18 grudnia około 4 tysięcy demonstrantów uderzyło na więzienie. Ochraniające budynek czołgi obrzucono butelkami z benzyną. Podpalono jeden czołg. Żołnierze użyli ćwiczebnej amunicji armatniej. Pododdziały wojska zaatakowano też w rejonie banku i poczty. W żołnierzy rzucano kamieniami. Tu żołnierze użyli amunicji ćwiczebnej i bojowej strzelając w powietrze. Po godzinie 17.00 (godzina milicyjna) wysłano na teren miasta 72 patrole. Każdy patrol liczył 1 żołnierza zawodowego, 5 elewów i 1 milicjanta. Ponadto przygotowano do działań patrolowych 12 SKOT-ów. W każdej załodze było 2 oficerów, 6 kadetów i 1 milicjant.
19 grudnia na terenie miasta panował spokój. Żołnierze w dalszym ciągu ochraniali obiekty. O 22.00 dowódca garnizonu wydał rozkaz wycofania czołgów i tropów do rejonu zakwaterowania. Pododdziały ochraniające obiekty odwołane zostały dopiero rano 21 grudnia. W czasie działań w Elblągu ranny też został jeden żołnierz z 60 pułku czołgów.
16 Dywizja Pancerna wydzieliła do działań w Gdańsku 2289 ludzi, w tym 1978 żołnierzy, 149 czołgów, 104 transportery opancerzone, 101 SKOT i 3 BRDM, 5 ciągników gąsienicowych oraz 163 środki transportu, w tym m.in. 20 samochodów GAZ 69, 57 samochodów Star 66, 24 cysterny. Do działań w Elblągu wydzieliła 823 ludzi w tym 113 oficerów i 710 żołnierzy służby zasadniczej, 48 czołgów, 12 transporterów opancerzonych, oraz 13 samochodów.

## Struktura organizacyjna (1962)
Dowództwo i sztab – Elbląg

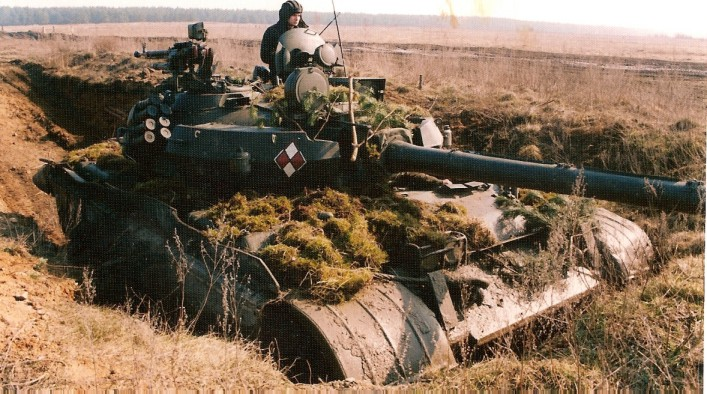
T-55AM będący na uzbrojeniu 16 DPanc

- 1 Warszawski pułk czołgów średnich – Elbląg
- 58 pułk czołgów średnich – Elbląg
- 14 pułk czołgów średnich – Braniewo
- 55 Elbląski pułk zmechanizowany – Braniewo
- 46 dywizjon artylerii haubic – Braniewo
- 13 dywizjon artylerii przeciwlotniczej – Elbląg
- 4 dywizjon artylerii rakietowej – Malbork
- 47 batalion saperów – Tczew
- 43 batalion łączności – Elbląg
- 62 batalion transportowy – Elbląg
- 57 batalion medyczny – Braniewo
- 61 kompania rozpoznawcza – Elbląg
- 61 kompania przeciwchemiczna – Elbląg
- 4 ruchome warsztaty naprawy czołgów – Elbląg
- 6 ruchome warsztaty naprawy samochodów – Elbląg
- 5 dywizyjne warsztaty uzbrojenia – Elbląg
- 16 dywizyjny punkt zaopatrzenia – Elbląg

## Uzbrojenie
W chwili sformowania dywizji w 1949 r. podstawowe uzbrojenie stanowiły czołgi średnie typu T-34/85, czołgi ciężkie IS-2 oraz ciężkie działa pancerne typu ISU-122 i ISU-152. Na uzbrojeniu kompanii rozpoznawczej znajdowały się natomiast samochody pancerne BA-64. W połowie lat pięćdziesiątych podstawowy sprzęt dywizji stanowiły czołgi średnie T-34/85 produkcji krajowej. W latach sześćdziesiątych do uzbrojenia wprowadzono produkowane w Polsce czołgi T-54A, a w latach siedemdziesiątych czołgi T-55. W połowie lat osiemdziesiątych na uzbrojenie wprowadzono czołgi średnie T-55AM Merida, które znajdowały się na uzbrojeniu dywizji do chwili jej przeformowania na dywizję zmechanizowaną. Samochody pancerne zastąpiono najpierw opancerzonymi samochodami rozpoznawczymi BRDM-1 i FUG, a następnie wozami BRDM-2.

## Żołnierze dywizji
Dowódcy dywizji
- płk Kazimierz Peste (1948–1949)
- płk Kazimierz Kryskow (1950)
- płk Mikołaj Kuźmienko (1950–1951)
- płk Jerzy Bolszak (1951–1954)
- płk Aleksander Ligaj (1955)
- płk Adam Badecki (1956)
- płk Zbigniew Michalski (generał) (1957–1959)
- gen. bryg. Eugeniusz Molczyk (1960–1962)
- gen. bryg. Piotr Przyłucki (1963–1968)
- gen. bryg. Edward Łańcucki (1969–1971)
- gen. bryg. Kazimierz Leśniak (1971–1974)
- gen. bryg. Mieczysław Dachowski (1975–1976)
- płk dr Ryszard Gajda (1976–1978)
- płk dypl. Henryk Szumski (1978)
- płk dypl. Władysław Kaleta (1978–1982)
- gen. bryg. Marian Sobolewski (1982–1986)
- płk dypl. Aleksander Poniewierka (1986–1988)
- płk dypl. Wojciech Kubiak (1988–1992)